# Abitur
Das Abitur (von lateinisch abiturus, Partizip Futur von abire ‚weggehen‘: ‚derjenige, der weggehen wird‘), umgangssprachlich oft zu „Abi“ verkürzt, bezeichnet den höchsten Schulabschluss in Deutschland und damit eine allgemeine Hochschulreife. Mit dem Abitur wird die Studierfähigkeit bescheinigt. Es berechtigt zur Bewerbung um einen Studienplatz an sämtlichen Hochschulen in Europa, die jedoch zusätzliche Anforderungen stellen können.
Im Unterschied zum Abitur schränkt ein fachgebundenes Abitur bzw. die fachgebundene Hochschulreife die Studierfähigkeit ein auf jene Studiengänge an Universitäten, die im Abschlusszeugnis ausgewiesen sind. Sie wird wie die Fachhochschulreife, die zu einem Studium an Fachhochschulen berechtigt, umgangssprachlich oft als Fachabitur bezeichnet.
Die Abiturientia ist die Gesamtheit der Abiturienten der gleichen Jahrgangsstufe, den man auch Abiturjahrgang nennt.

## Geschichte
Das Abitur entstand am Ende des 18. Jahrhunderts aus dem Bedürfnis des sich herausbildenden modernen Staates, den Zugang zur Universität und zum höheren Staatsdienst nach einem funktionaleren Kriterium als Standeszugehörigkeit bzw. Besitz zu regeln. Im Laufe des 19. Jahrhunderts wurde es zum Inbegriff bürgerlicher Bildungs- und Leistungsvorstellungen und hob seine Inhaber aus der Masse des Volkes hervor. Dies hat sich erst mit der Bildungsexpansion der letzten Jahrzehnte geändert, die das Zeugnis der „allgemeinen Hochschulreife“, wie es heute offiziell heißt, zu einem Massenphänomen werden ließ.

### Vom ersten Abiturreglement zur verbindlichen Prüfung (1788–1834)
Im 18. Jahrhundert bestimmten die Universitäten noch allein über die Aufnahme von Studenten. Als erster deutscher Staat regelte Preußen mit dem „Reglement für die Prüfung an den Gelehrten Schulen“ vom 23. Dezember 1788 die Abgangsprüfung. Sie bestand aus einem schriftlichen und einem mündlichen Teil. Gefordert wurden gute Kenntnisse in den alten und neueren Sprachen, besonders der Muttersprache, sowie wissenschaftliche, vornehmlich historische Kenntnisse. Das Reglement beabsichtigte aber nicht, „die bürgerliche Freyheit in so fern zu beschränken, daß es nicht ferner jedem Vater und Vormund frey stehen sollte, auch einen unreifen und unwissenden Jüngling zur Universität zu schicken“. Nur für die Vergabe öffentlicher Stipendien und anderer Vergünstigungen an der Universität sollte das Zeugnis der Reife zwingende Voraussetzung sein.
Der Zugang zur Universität konnte zunächst nur am altsprachlichen Gymnasium erworben werden, das im Zuge der von Wilhelm von Humboldt initiierten neuhumanistischen Bildungsreform Gestalt annahm. Dort wurde vor allem Latein und Griechisch gelehrt, als weitere Fremdsprache Französisch, dazu Mathematik, Deutsch, Geschichte/Geographie und so weiter. Am 25. Juni 1812 erschien ein neues Edikt zur Reifeprüfung. Seine inhaltlichen Anforderungen gingen weit über das bisher Übliche hinaus. Jetzt wurden sechs schriftliche Prüfungsarbeiten gefordert: drei Aufsätze in deutscher, lateinischer und französischer Sprache, je eine Übersetzung aus dem und in das Griechische – das war die spezifisch neuhumanistische Neuerung – sowie eine mathematische Arbeit. Es blieb aber dabei, dass das Bestehen der Prüfung zwar Voraussetzung für den Zugang zu Stipendien, nicht jedoch für die Aufnahme eines Studiums war. Allerdings musste die Prüfung jetzt in jedem Falle abgelegt und bei der Immatrikulation an der Universität gegebenenfalls das Zeugnis der „Untüchtigkeit“ vorgelegt werden.
Auch andere deutsche Staaten regelten nun den Zugang zur Universität durch Prüfungsordnungen, so Hessen-Darmstadt 1807, Bayern 1809 („Absolutorium“), Baden 1823, Hannover und Sachsen 1829. Verbindlich wurden solche Regelungen aber erst 1834 durch den 1815 gegründeten Deutschen Bund, der als „eine Art fürstlicher Versicherungsverein auf Gegenseitigkeit zur Erhaltung des politischen und gesellschaftlichen status quo“ diente. Unter Vorsitz des österreichischen Staatskanzlers Fürst Metternich hatte er schon 1819 die Karlsbader Beschlüsse zur Unterdrückung liberaler und nationaler Bestrebungen hervorgebracht. Nach der Julirevolution von 1830, der ersten nationalen Massendemonstration auf dem Hambacher Fest im Mai 1832 und dem Frankfurter Wachensturm 1833 ergriff der Deutsche Bund erneut eine Vielzahl repressiver Maßnahmen. Am 12. Juni 1834 beschloss er auf der Wiener Ministerkonferenz die sog. Sechzig Artikel, von denen ein Teil im November des Jahres zu formellen Bundesgesetzen erhoben wurde. Zu ihnen gehörten auch Artikel, in denen die Überwachung der Universitäten, des vermeintlichen Herdes revolutionärer Unruhen, vorgeschrieben wurde. Das „Zeugnis der wissenschaftlichen Vorbereitung zum Studium“, das bei der Immatrikulation nun vorzulegen war, musste auch eine Beurteilung des „sittlichen Betragens“ enthalten. Bundesstaaten, die noch keine Abiturordnung besaßen, verpflichteten sich zur Einführung einer solchen. Die verbindliche Einführung des Abiturs im Deutschen Bund war also keineswegs bildungspolitisch motiviert, sondern entsprang „einem polizei- und obrigkeitsstaatlichen Kontrollinteresse“.
Schon im Juni 1834 trat in Preußen ein entsprechendes Reglement in Kraft. Danach musste sich jeder Schüler vor seinem Abgang zu einer inländischen oder auswärtigen Universität einer Maturitätsprüfung unterwerfen. Diese konnte nur noch am Gymnasium abgelegt werden, und zwar nach mindestens zweijährigem Besuch der Prima, und fand zu Ostern und im Herbst statt. Das bedeutete eine enorme „Stärkung der sozialen Position des Gymnasiums als der einzigen Institution, die über den Zugang zum Studium und damit zur Berufskarriere entschied“. Die Zahl der schriftlichen Prüfungsarbeiten blieb dieselbe wie 1812, jedoch mit einer Verschiebung des Schwerpunktes in den alten Sprachen. An die Stelle der Übersetzung ins Griechische trat jetzt eine ins Lateinische, in dem ohnehin schon ein fünfstündiger Aufsatz zu schreiben war. Zukünftige Theologen und Philologen mussten darüber hinaus einen einfacheren hebräischen Text aus dem Alten Testament ins Lateinische (!) übersetzen.

### Ausdifferenzierung des höheren Schulwesens und des Abiturs (1859–1901)
Schon in der ersten Hälfte des 19. Jahrhunderts waren in vielen Städten höhere Schulen entstanden, die sich nicht am humanistischen Bildungsideal orientierten, sondern an „realen“ Bildungsgütern wie neueren Fremdsprachen und Naturwissenschaften. Diese Real- und höheren Bürgerschulen durften aber nach der preußischen Unterrichts- und Prüfungsordnung von 1859 nicht die allgemeine Hochschulreife verleihen. So stand dann das letzte Drittel des Jahrhunderts im Zeichen des Kampfes um die Berechtigungen des neusprachlichen Realgymnasiums, an dem auch Latein gelehrt wurde, und der Oberrealschule mit mathematisch-naturwissenschaftlichem Schwerpunkt. Er schlug sich in den Prüfungsordnungen von 1882, 1892 und 1901 nieder. Im Ergebnis erreichten die neuen Schulformen 1901 die Gleichberechtigung mit dem altsprachlichen Gymnasium. Ihre Absolventen mussten allerdings zunächst noch eine schriftliche Prüfung mehr ablegen als die Gymnasiasten, von denen ein deutscher Aufsatz, eine mathematische Arbeit, eine Übersetzung ins Lateinische und eine Übersetzung aus dem Griechischen verlangt wurde. Diese Dreigliederung prägte die Struktur des höheren Schulwesens in Preußen und den übrigen Staaten des Deutschen Reiches bis zur Oberstufenreform von 1972. Der Festlegung eines verbindlichen Rahmens dienten Abkommen über die gegenseitige Anerkennung von Abitur- bzw. Maturitätszeugnissen, deren erstes 1874 geschlossen wurde.

### Abitur nach Schultypen (bis 1972)
Die preußischen Prüfungsordnungen blieben über das Ende des Kaiserreichs hinaus gültig. Allerdings gab es im Ersten Weltkrieg für Kandidaten, die Kriegsdienst leisteten, deutliche Erleichterungen (Notabitur). In der Weimarer Republik schufen dann die meisten deutschen Staaten neue Abiturprüfungsordnungen. Nach der preußischen von 1926 gab es jetzt neben dem deutschen Aufsatz und der mathematischen Arbeit für alle Schultypen zwei weitere schriftliche Prüfungen. Am altsprachlichen Gymnasium wurden nur noch Übersetzungen ins Deutsche gefordert, womit das Lateinschreiben als Abituranforderung sein Ende fand. Als neues Element kam eine für alle Schüler verbindliche Prüfung in den Leibesübungen hinzu. Die mündliche Prüfung konnte sich auf alle Unterrichtsfächer erstrecken, wobei der Schüler ein Fach wählen und der Prüfungsausschuss weitere Fächer kurzfristig bestimmen durfte.
Die Prüfungsordnung von 1926 überdauerte nicht nur die Weimarer Republik, sondern auch das „ Dritte Reich“. Zwar wurde 1937/38 in ganz Deutschland die höhere Schule auf acht Jahre verkürzt, die Schultypenvielfalt auf eine Oberschule für Jungen bzw. Mädchen und das altsprachliche Gymnasium als Sonderform reduziert und Englisch als erste (und einzige neuere) Fremdsprache festgelegt, aber eine neue Abiturordnung brachte die nationalsozialistische Schulpolitik nicht hervor. Abiturprüfungen fanden ohnehin immer weniger statt: Schon 1937 entfielen für die beiden Jahrgänge, die wegen der Verkürzung der Schulzeit gleichzeitig Abitur machten, sämtliche schriftliche Prüfungen. Nach Kriegsbeginn erhielten dann alle Schülerinnen und Schüler der Abschlussklassen, die während des Schuljahres zum Heeresdienst einberufen wurden oder Kriegshilfsdienste leisteten, ohne jegliche Prüfung den Reifevermerk (Notabitur). Auch für die übrigen fanden Prüfungen allenfalls in vereinfachter Form statt, bis im Herbst 1944 der Unterricht in den Abschlussklassen völlig zum Erliegen kam.
Nach dem Zweiten Weltkrieg wurde die Schulpolitik wieder föderal geregelt. Im größten Bundesland Nordrhein-Westfalen wurden mit der Schulreform zunächst sämtliche nationalsozialistischen Maßnahmen im höheren Schulwesen revidiert. Die preußische Prüfungsordnung von 1926 konnte so mit geringfügigen Änderungen (z. B. die Einführung der sechsstufigen Notenskala gemäß dem Düsseldorfer Abkommen von 1955) fortbestehen. 1960 wurde die Zahl der möglichen Fächer für die mündliche Prüfung auf sechs begrenzt, unter denen die vier schriftlichen sowie ein vom Schüler gewähltes Fach waren. 1963 rückte zudem Gemeinschaftskunde in den Kreis dieser Fächer auf. Diese Neuerungen wurden auch in die Prüfungsordnung von 1965 übernommen, die vor allem formale Präzisierungen brachte. Neu war hier die bis heute gültige Bestimmung, dass die Abiturprüfung nur einmal wiederholt werden darf.

### Gymnasiale Oberstufe und Abitur seit 1972
Eine einschneidende Veränderung brachte die Vereinbarung der bundesrepublikanischen Kultusminister zur Neugestaltung der gymnasialen Oberstufe vom Juli 1972. An die Stelle der überkommenen Schultypen mit Unterricht im Klassenverband trat jetzt in der Oberstufe ein Kurssystem, das den Schülerinnen und Schülern individuelle Wahlmöglichkeiten eröffnet, zugleich aber eine gemeinsame Grundbildung anstrebt. So sollen „vertiefte Allgemeinbildung, allgemeine Studierfähigkeit sowie wissenschaftspropädeutische Bildung“ vermittelt werden. Die konkrete Ausgestaltung der reformierten Oberstufe war aber schon bald umstritten und hat im Lauf der Jahrzehnte zahlreiche Änderungen erfahren, die wesentliche Elemente der Reform von 1972 zurückgenommen haben.
Nach der Reform von 1972 soll die allgemeine Studierfähigkeit erreicht werden durch ein gemeinsames Anforderungsminimum von Grundanforderungen, zu denen „gehobene Anforderungen“ fakultativer und spezialisierter Art in zwei bis drei wissenschaftlichen Fächern hinzukommen. Die Grundanforderungen verteilen sich auf einen Pflichtbereich, der drei Aufgabenfelder umfasst: das sprachlich-literarisch-künstlerische, das mathematisch-naturwissenschaftlich-technische und das gesellschaftswissenschaftliche Aufgabenfeld, dazu Religionslehre und Sport. In ihnen soll ein „Mindestmaß allgemeinverbindlicher Orientierungen und Einsichten“ erreicht, an den gewählten Schwerpunkten dagegen wissenschaftliches Arbeiten intensiv vorbereitet werden. In den Schwerpunktfächern gibt es Leistungskurse, die im Umfang von fünf bis sechs Wochenstunden unterrichtet werden und für die Gesamtqualifikation zumeist doppelt zählen. Im Bereich der Grundanforderungen gibt es zumeist dreistündige Grundkurse, die wenigstens sieben bis acht Fächer des Pflichtbereichs abdecken müssen. Somit haben die zukünftigen Abiturientinnen und Abiturienten in der zweijährigen Qualifikationsphase in zumindest neun bis zehn Fächern schriftliche und mündliche Leistungen zu erbringen, die auf die Gesamtqualifikation angerechnet wurden.

## Wege zum Abitur

### Allgemeinbildende Schulen
Gymnasien und Gesamtschulen mit gymnasialer Oberstufe bereiten in Deutschland mit ihrer zwei- bis dreijährigen Oberstufe auf das Abitur vor. Die Regelschulzeit bis zum Abitur beträgt 12 oder 13 Jahre, beim Abitur nach zwölf Jahren (G8) wird die Prüfung am Ende der Jahrgangsstufe 12 abgelegt, bei G9 dagegen am Ende des 13. Jahrgangs. Dort, wo die Regelschulzeit auf zwölf Jahre verkürzt ist, gilt in vielen Bundesländern die 10. Klasse am Gymnasium zugleich als erstes Jahr der gymnasialen Oberstufe. Realschüler müssen bei diesem Modell die 10. Klasse zweimal besuchen, einmal auf der Realschule zur Erlangung des Erweiterten Sek I-Abschlusses und anschließend auf dem Gymnasium als erstes Jahr in der gymnasialen Oberstufe.

### Berufliche Gymnasien und Berufskollegs
Das allgemeine Abitur wird auch an Beruflichen Gymnasien bzw. Berufskollegs mit gymnasialer Oberstufe (Höhere Berufsfachschule) erworben. Dies sind zum Beispiel das Wirtschaftsgymnasium (WG), Technische Gymnasium (TG), Ernährungswissenschaftliche Gymnasium (EG), Sozial- und Gesundheitswissenschaftliches Gymnasium (SGG), Agrarwissenschaftliche Gymnasium (AG) oder auch das Biotechnologische Gymnasium (BTG). In manchen Ländern werden sie auch Fachgymnasium genannt, weil ein berufliches Fach verbindlich ist. Die Jahrgangsstufe 13 der Fachoberschule oder die Berufsoberschule (BOS) führen ebenfalls zur allgemeinen Hochschulreife. Neben der allgemeinen Hochschulreife erwerben die Abiturienten zusätzlich eine berufliche Vertiefung.

### Zweiter Bildungsweg
Staatliche und private Schulen bieten Lehrgänge des sogenannten zweiten Bildungsweges an, die über sämtliche Schulabschlüsse bis zum Abitur führen.
In Baden-Württemberg sowie in den meisten anderen Bundesländern können Erwachsene mit einem mittleren Bildungsabschluss und einer abgeschlossenen Berufsausbildung an den Berufsoberschulen ihr Abitur machen.
Das Abitur kann für Erwachsene mit einer abgeschlossenen Berufsausbildung oder gleichgesetzten Tätigkeiten und Zeiten auch an Abendgymnasien und Kollegschulen, in einigen Regionen auch an Volkshochschulen erworben werden.
In Nordrhein-Westfalen wird der Lehrgang abitur-online.nrw angeboten. Hierbei besucht der Schüler nur an zwei Abenden oder Vormittagen die Schule. In der übrigen Zeit hat der Schüler Zeit für Beruf, Kindererziehung oder Musikunterricht. Es findet kein Unterricht über das Internet statt, aber es müssen Hausaufgaben eingeschickt werden. Außerdem findet der Schüler über seine Lernplattform eine Bibliothek vor, mit der er sich von zu Hause aus eigenständig auf den Unterricht und das Abitur vorbereiten kann. Zusätzlich bieten die Lehrer für diesen Kurs die Möglichkeit an, bei Fragen über E-Mail zur Verfügung zu stehen.

### Privatschulen
Unter den Privatschulen sind die staatlich anerkannten Ersatzschulen von den staatlich nur zugelassenen Ergänzungsschulen zu unterscheiden. Die meisten Privatschulen, besonders die zahlreichen kirchlichen und die Waldorfschulen, sind staatlich anerkannt, sodass es möglich ist, die Hochschulreife regulär im Rahmen interner Prüfungen zu erlangen, die allerdings von der Schulaufsicht des jeweiligen Landes wie an staatlichen Schulen kontrolliert werden.
Andere nur staatlich zugelassene private Schulen mit einem Oberstufenzweig bereiten – tagsüber oder am Abend – auf das Abitur vor, das allerdings erst nach einer externen staatlichen Prüfung (Nichtschülerabiturprüfung, Schulfremdenreifeprüfung oder auch Schulfremdenprüfung) zuerkannt wird.
Weiterhin ist es möglich, sich nach selbst organisierter Vorbereitung für eine Nichtschülerprüfung anzumelden, um das Zeugnis der allgemeinen Hochschulreife zu erwerben (siehe unten).
Waldorfschulen führen in zwölf Schuljahren zu einem eigenen Abschluss, dem Waldorfschulabschluss, mit starkem Gewicht auf künstlerischen Fächern und sozialen Kompetenzen. Der Waldorfabschluss kann als gleichwertig mit einem staatlichen Hauptschul- oder Realschulabschluss anerkannt werden. Auf das Abitur bereiten die Waldorfschulen in einem zusätzlichen 13. Schuljahr vor, dieses wird dann dem staatlichen Abitur gleichgehend in acht Fächern unter Aufsicht eines Gymnasiums abgelegt. Eine Ausnahme bildet Hessen, wo die Sekundarstufe II der Waldorfschulen meist als gymnasiale Oberstufe anerkannt ist. Das Prozedere unterscheidet sich damit nicht von staatlichen Schulen. Auf die Fachhochschulreife wird in der 12. Klasse vorbereitet, wobei dann der künstlerische Abschluss wegfällt. An einigen Waldorfschulen kann dies mit einem Abschluss in einem anerkannten Ausbildungsberuf verbunden werden. Dadurch kann man die Schule nach 14 Schuljahren mit Lehrberuf und Abitur verlassen.

### Fernlehrgänge
Auch Fernschulen (zum Beispiel Institut für Lernsysteme (ILS), Studiengemeinschaft Darmstadt (SGD) oder Hamburger Akademie für Fernstudien (HAF)) bereiten in etwa 30 bis 42 Monaten – je nach Vorkenntnissen – auf die staatliche Externenprüfung zum Abitur vor. Dieser Weg wird vor allem von Erwachsenen genutzt, die parallel zu ihrem Berufsalltag ihr Abitur nachholen möchten.

### Hochschulabschluss
Mit einem Hochschulabschluss (Bachelor, Diplom usw.) verbunden ist die allgemeine Hochschulreife, die Zugangsberechtigung für sämtliche Hochschulstudiengänge, wenn das Studium zuvor mit einem Zeugnis der fachgebundenen Hochschulreife oder der Fachhochschulreife aufgenommen wurde. Rechtsgrundlage hierfür sind die Hochschulgesetze der Länder.
Mit Bestehen der Vordiplomprüfung bzw. dem Erlangen von 90 ECTS an einer Hochschule wird in einigen Ländern Inhabern des Zeugnisses der Fachhochschulreife die fachgebundene Hochschulreife zuerkannt (vgl. Hessisches Hochschulgesetz § 63 Abs. 3 Satz 2). Je nach Land unterscheidet sich unter anderem die Zahl der mit ihr möglichen Studienfächer.

### Nichtschülerprüfung
Beim Abitur für Nichtschüler (auch: Begabtenabitur, Nichtschülerabitur, Fremdenprüfung oder außerschulisches Abitur) wird die allgemeine Hochschulreife durch eine Prüfung ohne vorangegangenen Besuch einer entsprechenden Schule erworben. Die Prüfungsvorbereitung erfolgt autodidaktisch oder mithilfe externer Anbieter, die Zulassung zur Prüfung durch das Kultusministerium des Landes, in dem die Prüfung abgelegt werden soll.

## Abiturprüfung
Die Abiturprüfung selbst macht nur ein Drittel der Gesamtqualifikation aus, muss jedoch unabhängig von den Leistungen in der Qualifikationsphase auch als solche bestanden werden. Sie bestand zunächst nur noch aus drei schriftlichen Prüfungen, und zwar in den beiden Leistungskursen und einem Grundkurs, sowie einer mündlichen Prüfung in einem weiteren Grundkurs. Bei schriftlichen Prüfungen können die Abiturienten in vielen Fächern unter mehreren Aufgaben auswählen. Weicht eine schriftliche Prüfungsleistung erheblich von der Vornote im Fach ab, so wird die Endnote durch eine weitere mündliche Prüfung ermittelt. Außerdem können Schülerinnen und Schüler sich freiwillig prüfen lassen, um beispielsweise ihre Durchschnittsnote zu verbessern. Die mündlichen Prüfungen finden nicht mehr wie früher vor dem gesamten Lehrerkollegium statt, sondern werden von Prüfungskommissionen abgenommen, die in der Regel aus drei Fachlehrern bestehen.
Die Gesamtqualifikation des Abiturs wird seit der Oberstufenreform von 1972 nach einem Credit-System ermittelt. Danach gehen die schriftlichen und mündlichen Leistungen in der zweijährigen Qualifikationsphase vor der Abiturprüfung zu zwei Dritteln in die Gesamtnote ein. Die Bewertung erfolgt nach einem Punktesystem, wobei die pro Kurs von 0 bis 15 Punkten gestaffelte Skala den herkömmlichen Noten „ungenügend“ bis „sehr gut“ entspricht. In der Qualifikationsphase sind maximal 600, in der Abiturprüfung selbst 300 Punkte erreichbar. Die erreichte Gesamtpunktzahl wird nach einer Tabelle in die abschließende Note umgerechnet, wobei ab 300 von 900 Punkten die Note „ausreichend“ vergeben wird, ab 660 Punkten die Note „gut“ und ab 823 Punkten die Bestnote „sehr gut“. Dabei muss in jedem dieser beiden Teile mindestens ein Drittel der möglichen Punktzahl erreicht werden.
Ein Kennzeichen der gymnasialen Oberstufe ist ein breites Angebot an Fächern, die ursprünglich prinzipiell als gleichwertig galten. Um die Vergleichbarkeit der in den einzelnen Bundesländern ausgestellten Abiturzeugnisse zu sichern, schlossen die Kultusminister 1975 eine „Vereinbarung über die Anwendung einheitlicher Prüfungsanforderungen in der Abiturprüfung“. Als Grundlage für die Konstruktion und Bewertung von Prüfungsaufgaben wurden Einheitliche Prüfungsanforderungen (EPA) erarbeitet, die heute für 42 Fächer vorliegen.
Eine wichtige Veränderung brachte im ersten Jahrzehnt des 21. Jahrhunderts die flächendeckende Einführung zentraler schriftlicher Abiturprüfungen auf Länderebene (Zentralabitur). Bis 1990 herrschte in der Bundesrepublik ein dezentrales Abitur vor, bei dem die jeweiligen Fachlehrer im Rahmen der geltenden Richtlinien Aufgaben erstellten und die Schulaufsichtsbehörde sich mit der Genehmigung und Auswahl der von den Lehrern eingereichten Vorschläge begnügte. Nur in Bayern wurden schon seit der Mitte des 19. Jahrhunderts die Prüfungsaufgaben zentral vom Ministerium gestellt. Nach dem Zweiten Weltkrieg wurde dieses Verfahren unter dem Einfluss der französischen Besatzungsmacht auch im Saarland und in Baden-Württemberg eingeführt. Mit der deutschen Einheit traten 1990 vier Bundesländer hinzu, die das aus der ehemaligen DDR gewohnte Zentralabitur beibehielten. Nur Brandenburg, das sich stark an Nordrhein-Westfalen orientierte, übernahm das im Westen vorherrschende dezentrale Abitur. Nach dem mäßigen Abschneiden Deutschlands in den ersten PISA-Studien, das den Blick für die Vergleichbarkeit schulischer Abschlüsse schärfte, wurde aber in der Öffentlichkeit der Ruf nach einem bundesweiten Zentralabitur laut. Vor diesem Hintergrund führten in den Jahren 2005 bis 2008 weitere acht Bundesländer zentrale Abiturprüfungen ein. Nur Rheinland-Pfalz hält bis heute am dezentralen Abitur fest.
In welchen und wie vielen Fächern eine mündliche Prüfung abgelegt wird, ist unterschiedlich geregelt. Mindestens eine mündliche Prüfung ist obligatorisch. Möglich ist bisweilen auch eine Präsentation (z. B. in Hessen). In einigen Ländern sind auch Gruppenprüfungen von bis zu drei Schülern möglich; die Prüfungsdauer verdreifacht sich in diesem Fall. Oft ist es auch möglich, eine Besondere Lernleistung, zum Beispiel die Teilnahme an einem Bundeswettbewerb oder eine Facharbeit, in die Abiturnote mit einzubringen. In manchen Bundesländern kann sie das vierte oder fünfte Prüfungsfach ersetzen.

## Abiturientenzahlen und -quoten
Im Jahr 2024 erwarben 373.000 Schülerinnen und Schüler deutschlandweit die Hochschul- oder Fachhochschulreife (1,7 Prozent weniger als 2023).
Im Jahr 2012 beendeten 498.408 Schulabsolventen in Deutschland die Schule mit der Fachhochschul- oder allgemeinen Hochschulreife.
2007 erwarben 432.500 (2006: 412.800) Schüler in Deutschland die Hochschul- oder Fachhochschulreife (4,2 Prozent plus seit 2006). Davon erreichten 302.200 Schüler die allgemeine Hochschulreife (= 69,9 Prozent), und zwar meist (258.900) an allgemeinbildenden Schulen. In Sachsen, Thüringen und Berlin war ein Rückgang der Abiturientenzahl zu verzeichnen.
2004/2005 erwarben erst 244.000 Abgänger allgemeinbildender Schulen die allgemeine Hochschulreife oder Fachhochschulreife (allgemeine Hochschulreife 24,1 Prozent; Fachabitur 1,3 Prozent; Realschulabschluss 41,6 Prozent; Hauptschulabschluss 24,8 Prozent; ohne Abschluss 8,2 Prozent). Dazu müssen die etwa 155.000 Absolventen der beruflichen Schulen mit allgemeiner Hochschulreife oder Fachhochschulreife (89,3 Prozent) gerechnet werden.
Der Anteil der Schüler, die in Deutschland eine allgemeine Hochschulzulassung erlangten („Abiturientenquote“), betrug 2005/2006 43,1 Prozent und lag im internationalen Vergleich damit unter dem Durchschnitt. Große Unterschiede gibt es zwischen den deutschen Ländern, ebenso zwischen Stadt und Land. Den geringsten Wert erreicht Mecklenburg-Vorpommern mit 32,2 Prozent, den höchsten Nordrhein-Westfalen mit 53,4 Prozent. Lehrerverbandsvertreter kritisieren den Druck zur Erhöhung der Quote, der wegen internationaler Vergleiche auf Eltern und damit auf Schülern lastet.
Im Jahr 2009 stand Thüringen mit einer durchschnittlichen Abiturnote von 2,3 auf Platz 1, gefolgt von Mecklenburg-Vorpommern, Baden-Württemberg, Brandenburg und Bayern. Thüringen stand 2009 auch im Einser-Abiturienten Ranking an erster Stelle. 1,99 Prozent erreichten dabei die Note 1,0. Es folgten Baden-Württemberg, Bremen, Mecklenburg-Vorpommern und das Saarland.
Im Hinblick auf die Durchfallquote stand Sachsen-Anhalt 2009 mit 6 Prozent an der Spitze, dicht gefolgt von Berlin und Sachsen.
In Deutschland korreliert der Schulabschluss des Kindes sehr stark mit dem seiner Eltern. Im Jahre 2010 hatten demnach 60 % der Gymnasiasten Eltern mit Abitur, aber nur 8 % Eltern mit Hauptschulabschluss.
Im Jahr 2007 betrug der weibliche Anteil der Abiturienten 53,3 Prozent.
Die Ausländer in Deutschland waren im Jahr 2013 mit einem Anteil der Hochschulreife mit 29,4 Prozent vertreten, die Deutschen mit 27,8 Prozent knapp darunter.
Die Abiturientenquote in Deutschland wird gemessen als Anteil der Hochschulzugangsberechtigten an den 18- bis 20-Jährigen, also den Abgängern aus den allgemeinen und beruflichen Schulen mit und ohne Abschluss.
Historisch ist ein langsames Anwachsen der Abiturientenzahl seit Anfang des 19. Jahrhunderts zu verzeichnen. Für 1820 wird ihre Zahl in Preußen mit 590 angegeben, für 1829 mit 1409. Die Zahl der deutschen Studenten stieg von 1815 bis 1830 von etwa 5000 auf über 16.000. Danach ging, auch durch das Abiturreglement, die Zahl wieder zurück, bevor sie in den 1850er Jahren erneut anstieg. Die Abiturientenzahl lag damit dauerhaft vor dem Jahr 1900 unter ein Prozent des Altersjahrgangs. Um 1900 schwankte sie zwischen ein und zwei Prozent, auch weil einige Mädchen dazukamen. Ein Großteil der Gymnasiasten machte keinen Abiturabschluss. Die deutsche Studentenzahl stieg von 1860 bis 1914 rasant von 11.901 auf 60.235.
Noch in den 1950er Jahren lag die Abiturientenquote in Deutschland bei unter 5 % eines Altersjahrgangs. In der Bundesrepublik Deutschland lag die Abiturientenquote 1960 bei 6,1 % des Altersjahrgangs, danach wurde im Zuge der Bildungsexpansion der Besuch von Gymnasien stark gefördert und die Abiturientenzahlen stiegen an. Noch Anfang der 1980er Jahre lag die Abiturientenquote in Westdeutschland aber bei unter 22 % des Altersjahrgangs. In der Deutschen Demokratischen Republik durften bis 1990 maximal 10 Prozent eines Jahrgangs das Abitur auf der Erweiterten Oberschule (EOS) machen, weitere 5 Prozent durften eine Berufsausbildung mit Abitur absolvieren. Im Jahre 2014 erreichten bereits 41 % der gleichaltrigen Bevölkerung in Deutschland das Abitur und unter Berücksichtigung der Fachhochschulreife erlangten sogar mehr als 50 % des Altersjahrgangs eine Studienberechtigung. Dementsprechend ging die Zahl der jungen Menschen, die nach Abschluss der Sekundarstufe I eine berufliche Ausbildung anstreben, zurück. Die Zahl der jährlichen neuen Ausbildungsverträge sank von 2008 (616.300) bis 2021 (473.000) um 143.000.

## Unterschiede im Abitur in den Bundesländern

Notendurchschnitt je Bundesland im Abiturjahrgang 2019/2020

Da die Bildung in Deutschland im Kompetenzbereich der Bundesländer liegt, gibt es hier von Land zu Land Unterschiede im Abitur. Für alle verbindlich sind nur die von der Kultusministerkonferenz (KMK) vereinbarten „Einheitlichen Prüfungsanforderungen in der Abiturprüfung“ (EPA), die bundesweit gelten, oder die Bildungsstandards.
Aus den unterschiedlichen Regelungen resultieren unterschiedliche Notendurchschnitte der Abiturprüfungen in den Ländern. So wiesen im Jahr 2005 die Länder Thüringen (2,30) und Baden-Württemberg (2,33) einen wesentlich besseren Notendurchschnitt auf als die Länder Berlin (2,71) oder Nordrhein-Westfalen (2,67). Der niedrigste Notendurchschnitt ergibt sich mit 2,72 in Niedersachsen (Stand 2005). Dabei zeigt sich in fast allen Ländern ein Trend zur Noteninflation: So verbesserte sich der Notendurchschnitt in zehn Jahren (2005 auf 2015) beispielsweise in Thüringen, das bereits den höchsten Notendurchschnitt hatte, von 2,30 auf 2,16, in Berlin von 2,71 auf 2,39, in Nordrhein-Westfalen von 2,67 auf 2,47 und im „strengeren“ Niedersachsen von 2,72 auf 2,59. Lediglich in Baden-Württemberg sank der Notendurchschnitt in dieser Zeit von 2,33 auf 2,44.
Relativiert werden diese Unterschiede dadurch, dass der Anteil der Schüler an den einzelnen Schularten zwischen den Ländern stark variiert. Während in Mecklenburg-Vorpommern ca. 40 Prozent der Schüler die Hochschulreife erlangen, sind es in Nordrhein-Westfalen über 53 Prozent.

Anteil der mit „nicht bestanden“ bewerteten Abiturprüfungen je Bundesland im Jahrgang 2019/2020

Zudem gewichten die Bundesländer die einzelnen Noten bei der Berechnung der Durchschnittsnote unterschiedlich. In einem von der taz veröffentlichten Fallbeispiel erhält ein Schüler – bei identischen Noten in allen Klausuren und Prüfungen – in Hamburg die Abitur-Durchschnittsnote 1,9, in Thüringen die Durchschnittsnote 2,3 und in Sachsen-Anhalt erhält er kein Abitur.

## Europäisches Abitur
Das Europäische Abitur (auch Europäisches Baccalauréat) ist eine von allen EU-Ländern anerkannte allgemeine Hochschulreife, die an Absolventen der Europäischen Schulen vergeben wird. In Deutschland entspricht sie dem Abitur.
In Belgien heißt das Abschlusszeugnis der Oberstufe des Sekundarunterrichts auch Abitur. Es wird auch Abiturdiplom genannt und unterschieden in allgemeines, technisches oder berufliches Abitur.
In Österreich und der Deutschschweiz sowie in einer Vielzahl anderer Länder spricht man nicht von Abitur, sondern gebraucht weiterhin den älteren, zuvor auch in den Gebieten der heutigen Bundesrepublik Deutschland gebrauchten Begriff der Matura (von lat. examina matura ‚Reifeprüfungen‘; zu lat. maturitas ‚Reife‘). In Teilen der Deutschschweiz wird auch die Kurzform Matur verwendet. Eine assimilierte Form wird im Italienischen benutzt: maturità.
In französisch- und spanischsprachigen Ländern entsprechen Abwandlungen des mittellateinischen Wortes Bakkalaureus dem Abitur im Sinne des Nachweises der Studierfähigkeit: baccalauréat (Französisch), bachillerato (Spanisch). Während in Frankreich das baccalauréat als akademischer Grad angesehen wird, ist das Abitur in Deutschland lediglich der Abschluss einer höheren Schulausbildung als ein Weg zur allgemeinen Hochschulreife.
Die Bezeichnung weiterer Länder für das Abitur findet man bei Reifezeugnis.

## Abitur-Bräuche

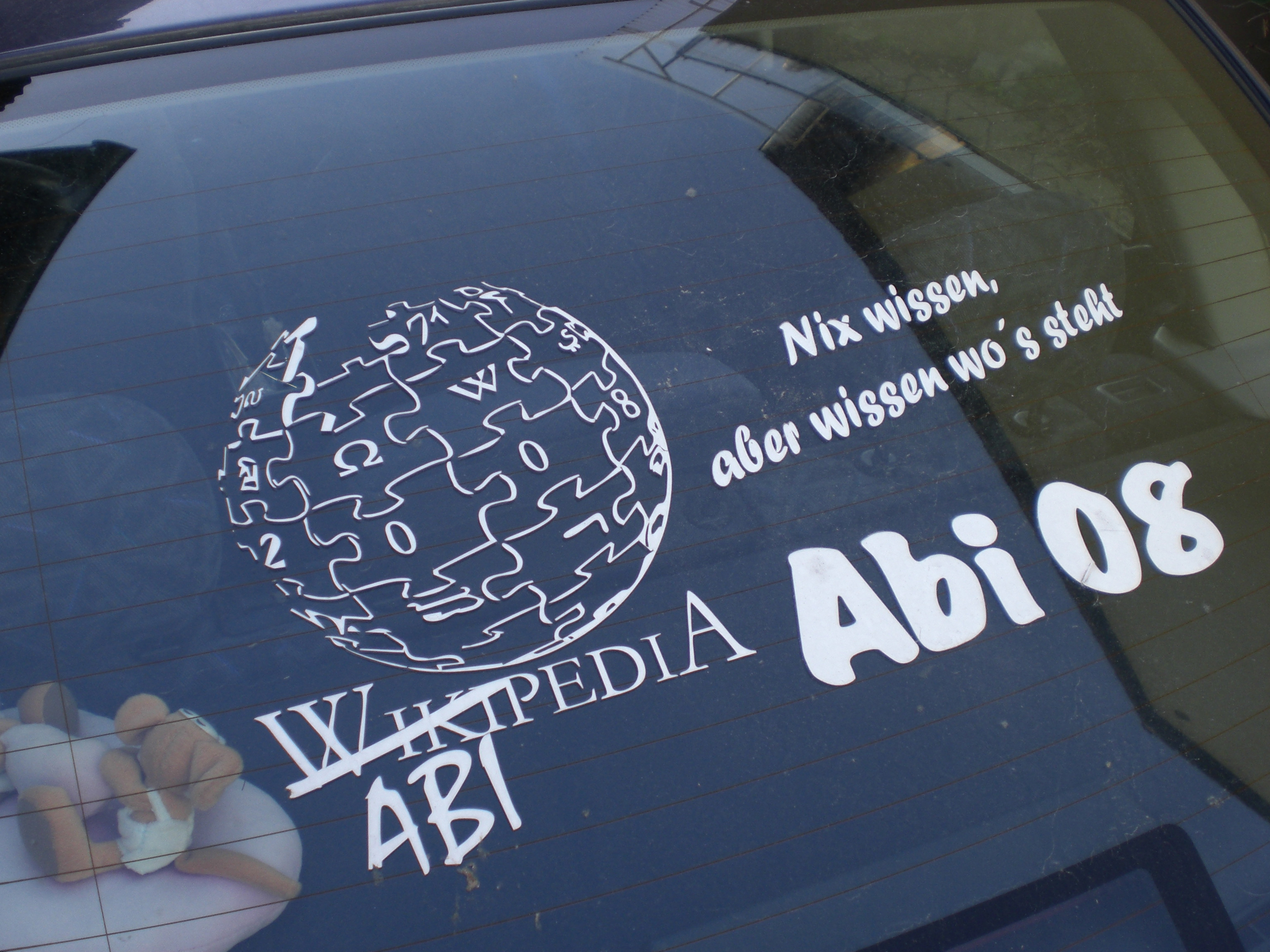
Ein an Wikipedia angelehntes Abi-Thema

Mit der 68er-Bewegung wurden alte Bräuche obsolet. Nach einer Zeit der Ablehnung jeglicher Feier entwickelten sich ab den 1980er Jahren neue Formen, die regional unterschiedlich stark ausgeprägt sind. Als Hintergrund wird der Bedeutungsverlust des Abiturs durch die hohe Zahl der Abiturienten angenommen. Oft erfolgt aber noch die Übergabe der Zeugnisse im Rahmen einer festlichen Abiturfeier. Immer häufiger nehmen die Abiturienten an einer gemeinsamen Abireise teil, ähnlich dem amerikanischen Spring Break. Nach außen hin zeigen die Abiturienten vor allem anhand selbst gestalteter Kleidung oder Autoaufkleber, dass sie ihr Abitur bestanden haben.

### Abistreich
Abiturienten veranstalten oft einen Abistreich, in Norddeutschland als Nulltagefeier bekannt, bei dem sie die Schule für einen Schultag „erobern“ dürfen und in Absprache mit dem Lehrerkollegium Lehrer-Schüler-Spiele oder sonstige Unterhaltung für die anderen Schüler durchführen. Seit den achtziger Jahren entwickeln viele Schüler der Abitur-Jahrgangsstufen sogenannte „Abi-Logos“, die oftmals auf selbst kreierten Slogans mit Abiturbezug basieren. Die Dokumentation dieser Bräuche kann zudem – neben einer Rückbetrachtung der gewöhnlichen Schulzeit – Teil der Abiturzeitung sein. An einigen Schulen „verewigen“ sich die Schüler mit der Gestaltung einer Wand.

### Vorfinanzierungspartys
Um Abiball und andere mit dem Abschluss verbundene Veranstaltungen oder die Abizeitung finanzieren zu können, werden teilweise Partys veranstaltet. Diese werden zum Teil Vorfinanzierungspartys oder Stufenpartys genannt. Aber auch der einfache Kuchenverkauf in den Pausen oder während schulischer Veranstaltungen macht sich bezahlt.

### Abiball
Aus Anlass des Abiturs werden auch Abibälle veranstaltet. In der Regel organisieren die Abiturienten den Ball und laden ihre Eltern und Lehrer ein.

### Abifahrt oder Abireise
Nach den Abiturprüfungen fahren die Abiturienten teilweise gemeinsam in den Urlaub. Ziel ist oft eine günstige Partymetropole. Aufgrund des lukrativen Marktes gibt es spezialisierte Reiseagenturen, die mit zahlreichen Zusatzleistungen und niedrigen Preisen werben.

## Sonderreifeprüfung (DDR)
Die Sonderreifeprüfung war in der Deutschen Demokratischen Republik eine Zulassungsprüfung zum Hochschulstudium für Werktätige, die sich berufsbegleitend weiterbildeten, also weder eine Erweiterte Oberschule noch die Abiturklassen der Berufsschule besuchten. Voraussetzung war der Abschluss der 10. Klasse auf der Polytechnischen Oberschule und eine abgeschlossene Berufsausbildung. Zur Vorbereitung auf die Prüfung konnten die Kandidaten Lehrgänge an der Volkshochschule oder einen Vorbereitungskurs bzw. Vorsemester an der jeweiligen Hochschule besuchen. Diese waren zum Teil fachbezogen auf das angestrebte Studium ausgerichtet.

## Notabitur
Als Notabitur, Notreifeprüfung oder Kriegsabitur wurde ein Abitur nach Ablegung einer erleichterten Reifeprüfung gegenüber den normal üblichen Bedingungen bzw. Voraussetzungen bezeichnet. Das Notabitur gab es während des Ersten und Zweiten Weltkriegs im Deutschen Reich.